# Sandra Jessen
Sandra María Jessen (* 18. Januar 1995) ist eine isländische Fußballnationalspielerin.

## Karriere

### Vereine
Jessen startete ihre Karriere 2002 in der F-Jugend des Þór Akureyri.
2011 rückte sie in die Erstligamannschaft von Þór Akureyri auf, für das sie am 10. September 2011 gegen KR Reykjavík debütierte. Ihr internationales Debüt für Þór spielte sie am 28. September 2011 in der UEFA Women’s Champions League gegen den 1. FFC Turbine Potsdam.
Zur Rückrunde der Saison 2015/16 wechselte sie zum Bundesligisten Bayer 04 Leverkusen. Nach 8 Spielen für Bayer Leverkusen, in einem halben Jahre, kehrte sie Anfang Mai 2016 nach Island zurück, wo sie am 11. Mai 2016 ihr Debüt für Þór Akureyri feierte. Am 28. November 2016 unterschrieb Jessen in Norwegen bei Kolbotn IL, entschied sich aber im Januar den Vertrag aufzulösen und unterschrieb einen neuen Einjahresvertrag mit Þór. Dieser Vertrag wurde aber am 17. Januar 2017 von Þór/KA wiederum aufgelöst. 2019 kehrte sie zurück zu Bayer 04 Leverkusen. Nach drei Spielzeiten für Bayer kehrte sie im Januar 2022 zu Þór/KA zurück.

### Nationalmannschaft
Die offensive Mittelfeldspielerin nahm 2011 für die isländische U-17 an der UEFA U-17 EM in der Schweiz teil. Mit der U-19-Mannschaft überstand sie im September 2013 die erste Qualifikationsrunde, an der anschließenden Eliterunde der U-19-EM 2014, bei der die isländische U-19-Mannschaft ausschied, nahm sie nicht teil.
Bereits während ihrer Juniorinnenspielzeit wurde sie für die isländische Nationalmannschaft nominiert und gab ihr Debüt in der A-Nationalmannschaft im EM-Qualifikationsspiel am 16. Juni 2012 gegen die Ungarische Fußballnationalmannschaft der Frauen und erzielte mit ihrem ersten Länderspieltor den 3:0-Endstand. Im März 2013 nahm sie für Island am Algarve-Cup 2013 teil und wurde in den vier Spielen eingesetzt. Nach einer Länderspielpause von 16 Monaten, in der sie aber für die U-19-Mannschaft spielte, wurde sie dann erst wieder im September 2015 und ab da in allen Spielen der A-Nationalmannschaft außer dem Spiel gegen Polen am 14. Februar 2016 eingesetzt, unter anderem beim Algarve-Cup 2016, bei dem Island den dritten Platz belegte. Zuletzt wurde sie beim Pinatar Cup 2022 eingesetzt. Sie wurde dann zwar noch für die  Qualifikationsspiele zur EM 2022 im Herbst 2020 nominiert, aber nicht eingesetzt.
Am 13. Juni 2025 wurde sie für die EM-Endrunde 2025 nominiert. Sie kam bei den drei Niederlagen ihrer Mannschaft zum Einsatz, nach denen die Isländerinnen ausschieden.

## Persönliches
Neben ihrer Fußballkarriere studiert Jessen an der Háskólinn á Akureyri.

## Erfolge
- Isländische Meisterin 2012 und 2017
- Isländische Superpokalgewinnerin 2013 (ohne Einsatz)
- Torschützenkönigin der Besta deild kvenna 2024